# Waltheria vernonioides
Waltheria vernonioides är en malvaväxtart som beskrevs av R. E. Fries. Waltheria vernonioides ingår i släktet Waltheria och familjen malvaväxter. Inga underarter finns listade i Catalogue of Life.